# Medalha "Por Bravura"
A Medalha "Por Bravura" (em russo: Медаль «За храбрость», tr. Medal «Za khrabrostʹ») é uma condecoração estatal da Federação Russa, estabelecida pelo Decreto Presidencial nº 185 de 23 de março de 2023, "Sobre a melhoria do sistema de premiações estatais da Rússia".

## Estatuto
A Medalha "Por Bravura" é concedida a cidadãos da Federação Russa por bravura e coragem demonstradas em operações de combate e outras ações por defender a Pátria e os interesses do Estado russo, bem como para manter ou restaurar a paz e a segurança internacionais. A medalha também pode ser concedida a estrangeiros e apátridas e permite concessão póstuma.
A medalha possui duas classes, sendo a 1ª classe a mais alta. A concessão ocorre de forma sequencial, da classe inferior para a superior.
É usada no lado esquerdo do peito, posicionando-se após a Medalha "Pela Coragem". Os agraciados com ambas as classes devem usá-las em sequência. Para ocasiões especiais ou uso diário, há uma versão em miniatura, que também é posicionada após a miniatura da Medalha "Pela Coragem".
Ao usar apenas a barreta da medalha na roupa de serviço, ela também deve ser posicionada após a barreta da Medalha "Pela Coragem".

## Descrição

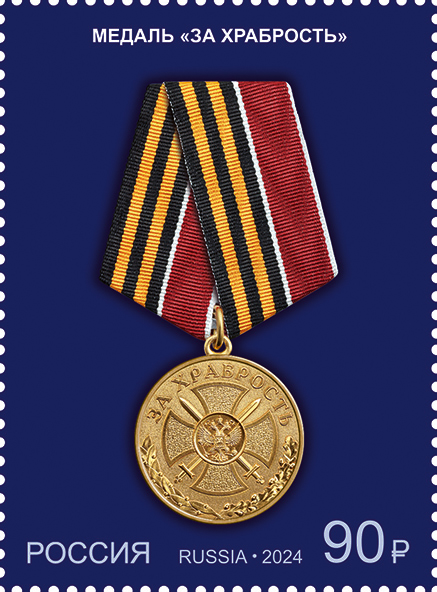
Medalha "Por Bravura" em um selo postal russo de 2024

A Medalha "Por Bravura" é feita de prata e possui um formato circular com 32 mm de diâmetro, com uma borda em relevo em ambos os lados.
No anverso, há um cruz equilátera em relevo, com braços alargados e curvados, e pontas arredondadas. Entre os braços, aparecem duas espadas cruzadas. No centro da cruz, há um medalhão circular com uma borda estreita e em relevo, contendo o brasão de armas da Federação Russa. Na parte superior, ao longo da borda, está a inscrição "POR BRAVURA" (em russo: «ЗА ХРАБРОСТЬ», "ZA KHRABROST"). Na parte inferior, há ramos de louro e carvalho em relevo. No reverso, na parte inferior, está gravado o número da medalha. A medalha de 1ª classe é dourada.
A medalha é presa a um suporte pentagonal coberto por uma fita de seda moiré. O lado direito da fita tem as cores da Ordem da Coragem, enquanto o lado esquerdo segue o padrão da Ordem de São Jorge. A fita tem 24 mm de largura.
A versão em miniatura da medalha tem 16 mm de diâmetro e é usada em uma pequena barra. Quando usada na roupa de serviço, a fita é fixada em uma barra de 8 mm de altura e 24 mm de largura.
A fita da medalha de 1ª classe tem, no centro, o número romano "I", enquanto a de II classe traz "II", ambos em dourado e com 7 mm de altura.
| 1ª classe | 2ª classe |
| --------- | --------- |
|           |           |